# 바닐릴만델산
바닐릴만델산(영어: vanillylmandelic acid, VMA)은 인공 바닐라 향료 합성의 화학 중간생성물이기도 하며 또는 생화학적으로는 카테콜아민(도파민, 에피네프린, 노르에피네프린 등)의 최종 단계의 대사산물이기도 하다. 바닐릴만델산은 관련된 대사 중간생성물들을 통해 생성된다.

## 화학적 합성
바닐릴만델산의 합성 과정은 1970년대부터 인공 바닐라를 합성하기 위해 로디아사(Rhodia 社)가 수행한 2단계 과정들 중 첫 번째 단계이다. 구체적으로 반응은 수산화 나트륨이 들어있는 차가운 수용액에서 구아야콜과 글리옥실산의 축합 반응을 수반한다.

## 생물학적 제거
바닐릴만델산은 호모바닐산, 메타네프린 및 노르메타네프린을 포함한 다른 카테콜아민 대사산물들과 함께 소변에서 발견된다. 정기적인 소변 검사에서는 크레아티닌의 청소율과 함께 배설량(보통 24시간 당)을 평가하고, 배설된 코티솔, 카테콜아민 및 메타네프린의 양도 측정한다.
|  |

## 임상적 중요성
소변의 바닐릴만델산은 카테콜아민을 분비하는 종양이 있는 환자에서 증가한다.
이러한 소변 검사는 카테콜아민을 분비하는 크롬친화성세포의 종양인 크롬친화성세포종이라고 불리는 부신 종양을 진단하는데 사용된다. 소변 검사는 신경아세포종을 진단하고, 치료를 모니터하는데 사용할 수 있다.
노르에피네프린은 노르메타네프린과 바닐릴만델산으로 대사된다. 노르에피네프린은 콩팥 위에 위치하는 부신에서 생성되는 호르몬들 중 하나이다. 이들 호르몬은 육체적 또는 정신적 스트레스를 겪는 동안 혈액으로 방출되며, 이는 결과를 왜곡할 수도 있다.

## 같이 보기
- 노르메타네프린